# Makarov (vulcan)
Makarov este un vulcan submarin care este situat în Oceanul Pacific.

## Geografia
Makarov este situat în Pacificul de Nord, aproximativ la jumătatea distanței dintre sudul arhipelagului japonez și nordul arhipelagului Hawaii. Reprezintă unul dintre munții submarini identificați până acum în Oceanul Pacific.
Makarov are 5038 m altitudine față de fundul oceanului și este cel mai înalt vulcan submarin.

## Istoria
A fost descoperit de un vas oceanografic sovietic și a denumit în cinstea amiralui rus Stepan Osipovici Makarov (1848-1904) care a fost și oceanograf.